# Morska przygoda
Morska przygoda – amerykańska komedia romantyczna z 1997 roku.

## Główne role
- Jack Lemmon – Herb Sullivan
- Walter Matthau – Charlie Gordon
- Dyan Cannon – Liz LaBreche
- Gloria DeHaven – Vivian
- Brent Spiner – Gil Godwyn
- Elaine Stritch – Mavis LaBreche
- Hal Linden – Mac Valor
- Donald O’Connor – Jonathan Devereaux
- Edward Mulhare – Cullen Carswell
- Rue McClanahan – Ellen Carruthers
- Alexandra Powers – Shelly
- Sean O’Bryan – Allan
- Esther Scott – Maria
- Allan Rich – Sebastian
- Estelle Harris – Bridget

## Fabuła
Dbający o siebie Charlie Gordon spotyka swojego szwagra Herba Sullivana. Obaj ruszają w rejs na Bahamy. Jako instruktorzy tańca starają się zaskarbić względy bogatych i samotnych pań. Ale kapitan przejrzał ich i próbuje pokrzyżować ich plany. Wtedy pojawiają się Liz i Vivian.